# بیکاس
بیکاس (به پرتغالی: Bicas) یک شهرداری در برزیل است که در میناز ژرایس واقع شده‌است. بیکاس ۱۳۹٬۵۳۸ کیلومتر مربع مساحت و ۱۴٬۵۵۴ نفر جمعیت دارد و ۶۰۰٫۰ متر بالاتر از سطح دریا واقع شده‌است.